# Sawa (Vuković)
Sawa, imię świeckie Svetozar Vuković (ur. 13 kwietnia 1930 w Sencie, zm. 16 czerwca 2001 w Belgradzie) – serbski biskup prawosławny.

## Życiorys
Ukończył seminarium duchowne św. Sawy przy monasterze Rakovica w 1950, zaś w 1954 uzyskał wyższe wykształcenie teologiczne na Wydziale Teologicznym Uniwersytetu Belgradzkiego. Od 1958 wykładał w seminarium, którego był absolwentem. W roku akademickim 1957/1958 podyplomowo studiował teologię starokatolicką w Bernie. 3 listopada 1959 złożył wieczyste śluby mnisze w monasterze Wprowadzenia Matki Bożej do Świątyni w Belgradzie przed patriarchą serbskim Hermanem, który też następnego dnia wyświęcił go na hierodiakona. W 1961 obronił na Wydziale Teologicznym Uniwersytetu Belgradzkiego dysertację doktorską poświęconą typikonowi arcybiskupa Nikodema.
20 maja 1961 został nominowany na biskupa morawickiego, wikariusza eparchii belgradzkiej. 3 czerwca tego samego roku przyjął święcenia kapłańskie i otrzymał godność protosyngela. 24 czerwca 1961 otrzymał godność archimandryty. 23 lipca tego samego roku w soborze św. Michała Archanioła w Belgradzie został wyświęcony na biskupa przez patriarchę serbskiego Hermana, biskupa backiego Nikanora i biskupa banackiego Wissariona. Od 1961 do 1967 wykładał na Uniwersytecie Belgradzkim liturgikę z historią sztuki oraz redagował pismo Српска православна црква – њена прошлост и садашњост / Serbian Orthodox Church – Its Past and Present.
W 1967 został przeniesiony na katedrę wschodnioamerykańską i kanadyjską i sprawował ten urząd przez dziesięć lat. W Stanach Zjednoczonych otworzył czternaście nowych parafii i jeden klasztor, przeniósł również siedzibę ordynariusza z Cleveland do Exfort. W 1977 został ponownie przeniesiony na katedrę szumadijską, gdzie wzniósł od podstaw lub odnowił szereg świątyń. Angażował się w działalność charytatywną. Brał udział w dialogu ekumenicznym prawosławno-katolickim i w przygotowaniach do soboru panprawosławnego. Od 1977 do 1978 kolejno był locum tenens eparchii wschodnioamerykańskiej i kanadyjskiej, žickiej (1978), banackiej (1980–1985), temeszwarskiej (1980–1986), Środkowego Zachodu Ameryki (1986–1988), zachodnioamerykańskiej (1986–1988) i backiej (1988–1990). W 1997 otworzył w Kragujevcu oddział zamiejscowy seminarium duchownego w Belgradzie, który od 2000 funkcjonuje jako samodzielne seminarium duchowne.
Pochowany w Kragujevcu.

## Praca naukowa
Sawa (Vuković) łączył działalność duszpasterską z pracą naukową w dziedzinie historii Serbskiego Kościoła Prawosławnego, jego liturgiki i hymnografii. W 1994 wydał w językach serbskim i angielskim pracę poświęconą historii Serbskiego Kościoła Prawosławnego w Ameryce i Kanadzie. Jest także autorem słownika biograficznego serbskich biskupów prawosławnych Srpski jerarsi od devetog do dvadecetog veka (1996), pracy Grobna mesta srpskih arhijereja (1999) i opracowania listów patriarchy Jerzego (Brankovicia). W 1997 został przyjęty do Serbskiej Akademii Nauk i Sztuki.
Odznaczony orderem św. Sawy I stopnia (2001).